# レコードセット
レコードセット（英: Recordset）とは、データベースのレコード（行）の集まりから成るデータ構造であり、基本表から得られる場合と、表へのクエリの結果として得られる場合がある。
各種プラットフォームに共通してこの概念が存在するが、特にマイクロソフトの Data Access Objects (DAO) と ActiveX Data Objects (ADO) でよく使われる。レコードセット・オブジェクトにはフィールドコレクションとプロパティコレクションが含まれる。任意の時点で、レコードセット・オブジェクト内の1つのレコードを現在レコードとして参照することができる。